# EFL 리그 원
EFL 리그 원(EFL League One)은 잉글랜드 축구 리그 시스템에서 세 번째에 위치하고 있는 리그이다. EFL 리그 원은 간단하게 리그 원, 또는 후원사의 명칭에 따라 스카이벳 리그 원이라고 부르기도 한다.
리그 원은 풋볼리그 2부가 리브랜딩되면서 풋볼 리그 원이라는 이름으로 2004-05 시즌에 처음 시작되었으며, 2016-17 시즌부터 현재의 EFL 리그 원 명칭을 사용하고 있다.

## 구조
리그 원에는 24개의 팀이 참가하고 있다. 각 팀은 서로 다른 팀과 홈&어웨이로 각각 두 번의 경기를 하게 된다. 그렇게 하여 한 시즌에 총 46라운드의 경기를 펼치게 된다.
시즌이 끝나면 최종 리그 순위표가 다음 기준에 따라 결정된다: 승점, 골득실, 득점, 2개 이상의 클럽 간 결과의 총합(앞의 세 가지 기준으로 정함), 최다 승, 최다 득점, 원정 다득점, 경고와 퇴장을 기준으로 한 "벌점" 수가 가장 적으며, 그 다음으로 특정 반칙에 대한 "벌점" 수가 가장 적은 순. 이 모든 기준으로도 두 팀 이상이 여전히 동률일 경우, 해당 팀들을 공동 순위로 처리한다. 유일한 예외는 동률인 팀이 2위와 3위 (자력 승격과 플레이오프 경계), 6위와 7위 (플레이오프 진출 경계), 또는 20위와 21위 (강등권 경계)로, 이 경우 동률인 팀 간에 한번 이상의 플레이오프 경기가 마련된다.
매 시즌 종료 후 상위 두 팀과 3~6위간에 펼쳐지는 플레이오프의 우승 팀은 EFL 챔피언십으로 승격하게 된다. 그리고 21위~24위의 네 팀은 EFL 리그 투로 강등되고, 리그 투의 1~3위와 4~7위간의 플레이오프 승자가 승격하여 그 자리를 채우게 된다.

## 참가팀
참고: 표 목록은 구단 원어명 알파벳 순서로 나열한 것임.
| 구단명              | 연고지         | 홈구장                     | 수용인원 |
| ------------------- | -------------- | -------------------------- | -------- |
| 반즐리              | 반즐리         | 오크웰                     | 23,287   |
| 버밍엄 시티         | 버밍엄         | 세인트 앤드루스            | 29,409   |
| 블랙풀              | 블랙풀         | 블룸필드 로드              | 16,616   |
| 볼턴 원더러스       | 호리치         | 터프시트 커뮤니티 스타디움 | 28,723   |
| 브리스틀 로버스     | 브리스틀       | 메모리얼 스타디움          | 9,832    |
| 버턴 앨비언         | 버턴어폰트렌트 | 피렐리 스타디움            | 6,912    |
| 케임브리지          | 케임브리지     | 애비 스타디움              | 8,127    |
| 찰턴 애슬레틱       | 찰턴           | 더 밸리                    | 27,111   |
| 크롤리 타운         | 크롤리         | 브로드필드 스타디움        | 6,134    |
| 엑서터 시티         | 엑서터         | 세인트 제임스 파크         | 8,720    |
| 허더즈필드          | 허더즈필드     | 커클리스 스타디움          | 24,121   |
| 레이턴 오리엔트     | 레이턴         | 브리즈번 로드              | 9,271    |
| 링컨 시티           | 링컨           | 신실 뱅크 스타디움         | 10,669   |
| 맨스필드            | 맨스필드       | 필드 밀                    | 9,186    |
| 노샘프턴 타운       | 노샘프턴       | 식스필즈 스타디움          | 7,798    |
| 피터버러 유나이티드 | 피터버러       | 런던 로드 스타디움         | 13,511   |
| 레딩                | 레딩           | 마데이스키 스타디움        | 24,161   |
| 로더럼 유나이티드   | 로더럼         | 뉴욕 스타디움              | 12,021   |
| 슈루즈베리          | 슈루즈베리     | 뉴 메도우                  | 9,875    |
| 스테버니지          | 스테버니지     | 브로드홀 웨이              | 7,800    |
| 스톡포트 카운티     | 스톡포트       | 에지리 파크                | 10,852   |
| 위건 애슬레틱       | 위건           | 브릭 커뮤니티 스타디움     | 25,138   |
| 렉섬                | 렉섬           | 레이스코스 그라운드        | 12,600   |
| 위컴 원더러스       | 하이위컴       | 애덤스 파크                | 10,137   |

## 이전 시즌 결과

### 역대 승격 팀
| 시즌    | 우승                   | 준우승              | 플레이오프 승자           |
| ------- | ---------------------- | ------------------- | ------------------------- |
| 2004-05 | 루턴 타운              | 헐 시티             | 셰필드 웬즈데이 (5위)     |
| 2005-06 | 사우스엔드 유나이티드  | 콜체스터 유나이티드 | 반즐리 (5위)              |
| 2006-07 | 스컨소프 유나이티드    | 브리스틀 시티       | 블랙풀 (3위)              |
| 2007-08 | 스완지 시티            | 노팅엄 포리스트     | 동커스터 로버스 (3위)     |
| 2008-09 | 레스터 시티            | 피터버러 유나이티드 | 스컨소프 유나이티드 (6위) |
| 2009-10 | 노리치 시티            | 리즈 유나이티드     | 밀월 (3위)                |
| 2010-11 | 브라이턴 & 호브 앨비언 | 사우샘프턴          | 피터버러 유나이티드 (4위) |
| 2011-12 | 찰턴 애슬레틱          | 셰필즈 웬즈데이     | 허더즈필드 타운 (4위)     |
| 2012-13 | 동커스터 로버스        | 본머스              | 요빌 타운 (4위)           |
| 2013-14 | 울버햄프턴 원더러스    | 브렌트퍼드          | 로더럼 유나이티드 (4위)   |
| 2014-15 | 브리스틀 시티          | 밀턴킨즈 던스       | 프레스턴 노스 엔드 (3위)  |
| 2015-16 | 위건 애슬레틱          | 버턴 앨비언         | 반즐리 (6위)              |
| 2016-17 | 셰필드 유나이티드      | 볼턴 원더러스       | 밀월 (6위)                |
| 2017-18 | 위건 애슬레틱          | 블랙번 로버스       | 로더럼 유나이티드 (4위)   |
| 2018–19 | 루턴 타운              | 반즐리              | 찰턴 애슬레틱 (3위)       |
| 2019–20 | 코번트리 시티          | 로더럼 유나이티드   | 위컴 원더러스 (3위)       |
| 2020–21 | 헐 시티                | 피터버러 유나이티드 | 블랙풀 (3위)              |
| 2021–22 | 위건 애슬레틱          | 로더럼 유나이티드   | 선덜랜드 (5위)            |
| 2022–23 | 플리머스 아가일        | 입스위치 타운       | 셰필드 웬즈데이 (3위)     |
| 2023–24 | 포츠머스               | 더비 카운티         | 옥스퍼드 유나이티드 (5위) |
| 2024-25 | 버밍엄 시티            | 렉섬                |                           |

### 역대 플레이오프
| 시즌    | 준결승 1차전                                                                     | 준결승 2차전 | 결승                                                                                       |
| ------- | -------------------------------------------------------------------------------- | --- | ------------------------------------------------------------------------------------------ |
| 2004-05 | 셰필드 웬즈데이 1-0 브렌트퍼드 하틀풀 유나이티드 2-0 트랜미어 로버스             | 브렌트퍼드 1-2 셰필드 웬즈데이 트랜미어 로버스 2-0 하틀풀 유나이티드 (연장전, 승부차기 결과 6-5 로 하틀풀이 승리)        | 셰필드 웬즈데이 4-2 하틀풀 유나이티드 (연장전)                                             |
| 2005-06 | 반즐리 0-1 허더즈필드 타운 스완지 시티 1-1 브렌트포드                            | 허더즈필드 타운 1-3 반즐리 브렌트퍼드 0-2 스완지 시티                                                                    | 반즐리 2-2 스완지 시티 (연장전, 승부차기 결과 4-3으로 반즐리가 승리)                       |
| 2006-07 | 요빌 타운 0-2 노팅엄 포레스트 올덤 애슬레틱 1-2 블랙풀                           | 노팅엄 포리스트 2-5 여빌 타운 연장전 블랙풀 3-1 올덤 애슬레틱                                                            | 블랙풀 2-0 여빌 타운                                                                       |
| 2007-08 | 사우센드 유나이티드 0-0 동커스터 로버스 리즈 유나이티드 1-2 칼라일 유나이티드    | 동커스터 로버스 5-1 사우센드 유나이티드 칼라일 유나이티드 0-2 리즈 유나이티드                                            | 리즈 유나이티드 0-1 동커스터 로버스                                                        |
| 2008-09 | 스컨소프 유나이티드 1-1 밀턴킨즈 던스 밀월 1-0 리즈 유나이티드                   | 밀턴킨즈 던스 0-0 스컨소프 유나이티드 (연장전, 승부차기 결과 7-6으로 스컨소프가 승리) 리즈 유나이티드 1-1 밀월           | 스컨소프 유나이티드 3-2 밀월                                                               |
| 2009-10 | 스윈던 타운 2-1 찰턴 애슬레틱 허더즈필드 타운 0-0 밀월                           | 찰턴 애슬레틱 2-1 스윈던 타운 (연장전, 승부차기 결과 5-4로 스윈던이 승리) 밀월 2-0 허더즈필드 타운                       | 밀월 1-0 스윈던 타운                                                                       |
| 2010-11 | 본머스 1-1 허더즈필드 타운 밀턴케인스 던스 3-2 피터버러 유나이티드               | 허더즈필드 타운 3-3 본머스 (연장전, 승부차기 결과 4-2로 허더즈필드 타운이 승리) 피터버러 유나이티드 2-0 밀턴케인스 던스  | 허더즈필드 타운 0-3 피터버러 유나이티드                                                    |
| 2011-12 | 스테버니지 0-0 셰필드 유나이티드 밀턴킨즈 던스 0-2 허더스필드 타운               | 셰필드 유나이티드 1-0 스테버니지 허더즈필드 타운 1-2 밀턴킨즈 던스                                                       | 허더즈필드 타운 0-0 셰필드 유나이티드 (연장전, 승부차기 결과 8-7로 허더즈필드 타운이 승리) |
| 2012-13 | 셰필드 유나이티드 1-0 요빌 타운 스윈던 타운 1-1 브렌트포드                       | 요빌 타운 2-0 셰필드 유나이티드 브렌트포드 3-3 스윈던 타운 (연장전, 승부차기 결과 5-4로 브렌트포드가 승리)               | 브렌트포드 1-2 요빌 타운                                                                   |
| 2013-14 | 피터버러 유나이티드 1-1 레이턴 오리엔트 프레스턴 노스 엔드 1-1 로더럼 유나이티드 | 레이턴 오리엔트 2-1 피터버러 유나이티드 로더럼 유나이티드 3-1 프레스턴 노스 엔드                                         | 레이턴 오리엔트 2-2 로더럼 유나이티드 (연장전, 승부차기 결과 4-3으로 로더럼이 승리)        |
| 2014-15 | 프레스턴 노스 엔드 1-0 체스터필드 스윈던 타운 2-1 셰필드 유나이티드              | 프레스턴 노스 엔드 3-0 체스터필드 스윈던 타운 5-5 셰필드 유나이티드                                                      | 프레스턴 노스 엔드 4-0 스윈던 타운                                                         |
| 2015-16 | 반슬리 3-0 월솔 브래드퍼드 시티 1-3 밀월                                         | 월솔 1-3 반슬리 밀월 1-1 브래드퍼드 시티                                                                                 | 반슬리 3-1 밀월                                                                            |
| 2016-17 | 밀월 0-0 스컨소프 유나이티드 브래드퍼드 시티 1-0 플리트우드 타운                 | 스컨소프 유나이티드 2-3 밀월 플리트우드 타운 0-0 브래드퍼드 시티                                                         | 플리트우드 타운 0-1 밀월                                                                   |
| 2017-18 | 찰턴 애슬레틱 0-1 슈루즈베리 타운 스컨소프 유나이티드 2-2 로더럼 유나이티드      | 슈루즈베리 타운 1-0 찰턴 애슬레틱 로더럼 유나이티드 2-0 스컨소프 유나이티드                                              | 로더럼 유나이티드 2-1 슈루즈베리 타운 (연장전)                                             |
| 2018–19 | 동커스터 로버스 1–2 찰턴 애슬레틱 선덜랜드 1–0 포츠머스                          | 찰턴 애슬레틱 2–3 동커스터 로버스 (연장전, 승부차기 결과 4-3으로 찰턴이 승리) 포츠머스 0–0 선덜랜드                      | 찰턴 애슬레틱 2–1 선덜랜드                                                                 |
| 2019–20 | 포츠머스 1–1 옥스퍼드 유나이티드 플리트우드 타운 1–4 위컴 원더러스               | 옥스퍼드 유나이티드 1–1 포츠머스 (연장전, 승부차기 결과 5-4로 옥스퍼드가 승리) 위컴 원더러스 2–2 플리트우드 타운         | 옥스퍼드 유나이티드 1–2 위컴 원더러스                                                      |
| 2020–21 | 옥스퍼드 유나이티드 0–3 블랙풀 링컨 시티 2–0 선덜랜드                            | 블랙풀 3–3 옥스퍼드 유나이티드 선덜랜드 2–1 링컨 시티                                                                    | 블랙풀 2–1 링컨 시티                                                                       |
| 2021–22 | 위컴 원더러스 2–0 MK 던스 선덜랜드 1–0 셰필드 웬즈데이                           | MK 던스 1–0 위컴 원더러스 셰필드 웬즈데이 1–1 선덜랜드                                                                   | 선덜랜드 2–0 위컴 원더러스                                                                 |
| 2022–23 | 피터버러 유나이티드 4–0 셰필드 웬즈데이 볼턴 원더러스 1–1 반즐리                 | 셰필드 웬즈데이 5–1 피터버러 유나이티드 (연장전, 승부차기 결과 5-3으로 셰필드 웬즈데이가 승리) 반즐리 1–0 볼턴 원더러스  | 셰필드 웬즈데이 1–0 반즐리 (연장전)                                                        |
| 2023–24 | 반즐리 1–3 볼턴 원더러스 옥스퍼드 유나이티드 1–0 피터버러 유나이티드             | 볼턴 원더러스 2–3 반즐리 피터버러 유나이티드 1–1 옥스퍼드 유나이티드                                                     | 볼턴 원더러스 0–2 옥스퍼드 유나이티드                                                      |
| 2024-25 | 레이턴 오리엔트 2–2 스톡포트 카운티 위컴 원더러스 0–0 찰턴 애슬레틱              | 스톡포트 카운티 1–1 레이턴 오리엔트 (연장전, 승부차기 결과 4-1로 레이턴 오리엔트가 승리) 찰턴 애슬레틱 1–0 위컴 원더러스 | 레이턴 오리엔트 – 찰턴 애슬레틱                                                            |

### 역대 강등 팀
| 시즌    | 강등 팀 (승점)                                                                           |
| ------- | ---------------------------------------------------------------------------------------- |
| 2004-05 | 토키 유나이티드 (51), 렉섬 (43), 피터버러 유나이티드 (39), 스톡포트 카운티 (26)          |
| 2005-06 | 하틀풀 유나이티드 (50), 밀턴킨즈 던스 (50), 스윈던 타운 (48), 월솔 (47)                  |
| 2006–07 | 체스터필드 (47), 브래드퍼드 시티 (47), 로더럼 유나이티드 (38), 브렌트퍼드 (37)           |
| 2007–08 | AFC 본머스 (48), 질링엄 (46), 포트 베일 (38), 루턴 타운 (33)                             |
| 2008–09 | 노샘프턴 타운 (49), 크루 (46), 첼트넘 타운 (39), 헤리퍼드 유나이티드 (34)                |
| 2009–10 | 질링엄 (50), 위컴 원더러스 (45), 사우스엔드 유나이티드 (43), 스톡포트 카운티 (25)        |
| 2010–11 | 대거넘 & 레드브리지 (47), 브리스틀 로버스 (45), 플리머스 아가일 (42), 스윈던 타운 (41)   |
| 2011–12 | 위컴 원더러스 (43), 체스터필드 (42), 엑서터 시티 (42), 로치데일 (38)                     |
| 2012–13 | 스컨소프 유나이티드 (48), 베리 (41), 하틀풀 유나이티드 (41), 포츠머스 (32)               |
| 2013–14 | 스테버니지 (47), 슈루즈베리 타운 (45), 칼라일 유나이티드 (42), 트랜미어 로버스 (42)      |
| 2014–15 | 노츠 카운티 (50), 크롤리 타운 (50), 레이턴 오리엔트 (49), 요빌 타운 (40)                 |
| 2015–16 | 동커스터 로버스 (46), 블랙풀 (46), 콜체스터 유나이티드 (40), 크루 (34)                   |
| 2016–17 | 포트 베일 (49), 스윈던 타운 (44), 코번트리 시티 (39), 체스터필드 (37)                    |
| 2017–18 | 올덤 애슬레틱 (50), 노샘프턴 타운 (47), MK 던스 (45), 베리 (36)                          |
| 2018–19 | 플리머스 아가일 (50), 월솔 (47), 스컨소프 유나이티드 (46), 브래드퍼드 시티 (41)          |
| 2019–20 | 트랜미어 로버스 (32), 사우스엔드 유나이티드 (19), 볼턴 원더러스 (14), 베리[a]            |
| 2020–21 | 로치데일 (47), 노샘프턴 타운 (45), 스윈던 타운 (43), 브리스틀 로버스 (38)                |
| 2021–22 | 질링엄 (40), 동커스터 로버스 (38), AFC 윔블던 (37), 크루 (29)                            |
| 2022–23 | MK 던스 (45), 모컴 (44), 애크링턴 스탠리 (44), 포리스트 그린 (27)                        |
| 2023–24 | 첼트넘 타운 (44), 플리트우드 타운 (43), 포트 베일 (41), 칼라일 유나이티드 (30)           |
| 2024-25 | 크롤리 타운 (46), 브리스톨 로브스 (43), 케임브리지 유나이티드 (38), 슈루즈베리 타운 (33) |

a 2019년 8월, 재정 위반으로 퇴출됨.

### 역대 득점왕
| 시즌    | 최다 득점자           | 소속팀                | 득점수 |
| ------- | --------------------- | --------------------- | ------ |
| 2004–05 | 스튜어트 엘리엇       | 헐 시티               | 27     |
| 2004–05 | 딘 윈더스             | 브래드퍼드 시티       | 27     |
| 2005–06 | 프레디 이스트우드     | 사우스엔드 유나이티드 | 23     |
| 2005–06 | 빌리 샤프             | 스컨소프 유나이티드   | 23     |
| 2006–07 | 빌리 샤프             | 스컨소프 유나이티드   | 30     |
| 2007–08 | 제이슨 스코틀랜드     | 스완지 시티           | 24     |
| 2008–09 | 사이먼 콕스           | 스윈던 타운           | 29     |
| 2008–09 | 리키 램버트           | 브리스틀 로버스       | 29     |
| 2009–10 | 리키 램버트           | 사우샘프턴            | 30     |
| 2010–11 | 크레이그 매케일스미스 | 피터버러 유나이티드   | 27     |
| 2011–12 | 조던 로즈             | 허더즈필드 타운       | 36     |
| 2012–13 | 패디 매든             | 요빌 타운             | 22     |
| 2013–14 | 샘 발독               | 브리스틀 시티         | 24     |
| 2014–15 | 조 가너               | 프레스턴 노스 엔드    | 26     |
| 2015–16 | 윌 그리그             | 위건 애슬레틱         | 25     |
| 2016–17 | 빌리 샤프             | 셰필드 유나이티드     | 30     |
| 2017–18 | 잭 매리엇             | 피터버러 유나이티드   | 27     |
| 2018–19 | 제임스 콜린스         | 루턴 타운             | 25     |
| 2019–20 | 아이번 토니           | 피터버러 유나이티드   | 24[b]  |
| 2020–21 | 존슨 클라크해리슨     | 피터버러 유나이티드   | 31     |
| 2021–22 | 윌 킨                 | 위건 애슬레틱         | 26     |
| 2022–23 | 코너 채플린           | 입스위치 타운         | 26     |
| 2022–23 | 존슨 클라크해리슨     | 피터버러 유나이티드   | 26     |
| 2023-24 | 알피 메이             | 찰턴 애슬레틱         | 23     |
| 2024-25 | 찰리 켈먼             | 레이턴 오리엔트       | 21     |

b 총 35경기. 영국의 코로나19 범유행으로 시즌 조기 종료.

## 재정적 페어 플레이
2012-13 시즌부터 EFL의 모든 3개 리그에 자생적인 클럽들의 리그를 만들기 위한 재정적 페어플레이(Financial Fair Play)가 시행되었다. 리그 원에서는 구단 매출액의 최대 60%를 선수들의 급여로 지출할 수 있는 급여 비용 관리 프로토콜의 형태를 띠고 있으며, 위반시 제재는 이적 금지의 형태로 적용된다.